# Reflection (bài hát)
"Reflection" là một bài hát trong album nhạc phim của phim hoạt hình Hoa Mộc Lan (Mulan) do hãng hoạt hình Walt Disney Animation Studios sản xuất năm 1998. Trong bộ phim, bài hát được biểu diễn bởi Lea Salonga. Một vài tháng trước khi thu âm bài hát, Aguilera đến với hãng thu âm RCA và điều đó đã giúp cô có cơ hội để thu âm bài hát nền cho phim. Lúc này, hãng Disney đang tìm người có thể trình diễn một tông nhạc, điều cần thiết cho bài hát, mà thường khó với đa số những người trình diễn. Để đáp ứng, Aguilera đã tự thu âm bài hát "Run to You" của Whitney Houston vốn có tông nhạc cao này. Sau khi những người đại diện của hãng Disney cảm thấy ấn tượng với màn trình diễn của Aguilera, họ đồng ý cho cô bay tới Los Angeles và dành ra một tuần thu âm bài hát.
"Reflection" nhận được các đánh giá trái chiều từ phía phê bình, họ cho rằng đó là một bài hát hay, nhưng không để lại dấu ấn. Ngoài việc đánh giá, bài hát đã thành công trong việc tài trợ cho album đầu tay của Aguilera thông qua hãng RCA, và đã giúp cô giành được uy tín với những tác giả và nhà sản xuất. Phiên bản phát hành đĩa thường và trên đài radio của đĩa đơn có hạn chế nên "Reflection" chỉ được xếp hạng trên Billboard Adult Contemporary tại vị trí cao nhất là thứ 19. Một video âm nhạc cho bài hát được có trong DVD của Hoa Mộc Lan. Aguilera đã biểu diễn bài hát trên bốn chương trình truyền hình, bao gồm CBS This Morning, và điều đó giúp cô có được sự chú ý của người viết bài hát Diane Warren.

## Bối cảnh và sáng tác
Christina Aguilera đã đến với hãng thu âm RCA, sau đó có một vài khó khăn về tài chính, và được khuyên nên liên lạc với hãng Disney. Sau khi có được cơ hội thu âm bài hát nền cho bộ phim Hoa Mộc Lan (Mulan) năm 1998 có tên "Reflection", cô đã có được bản hợp đồng thu âm với hãng RCA, và cô đã nói, "Tôi đã đến với bản hợp đồng thu âm, đồng thời tôi cũng được đến với nhạc phim Mulan. Tôi vừa mới qua tuổi mười bảy, và ngay trong tuần, tôi đến với cả hai. Tôi đã thu âm nhạc phim Mulan trước và một vài tháng sau tôi đã tới L.A. để thu âm trong sáu tháng." Khi được hỏi về bài hát và Aguilera, giám đốc điều hành hãng RCA là Ron Fair đã nhận xét,
| “ | Cô ấy thật là một thiên tài trong ca hát. Cô có mặt trên Trái Đất này để ca hát, và tôi đã làm việc với rất nhiều ca sĩ... Khi Aguilera gặp chúng tôi, cô ấy không quan tâm là đang có buổi họp để có hợp đồng thu âm; cô đã đi vào phần trình diễn mà bạn có thể thấy rằng cô ấy đã trưởng thành hơn một người nghệ sĩ. | ” |

Sau khi được hỏi liệu cô có thể đạt tới nốt cao cho bài hát "Reflection" không, cô đã nghĩ rằng bài hát có thể giúp cô có được hợp đồng sản xuất album. Christina đã dành ra nhiều giờ để thu âm lại phiên bản cover của ca khúc "Run to You" bởi Whitney Houston, có nốt nhạc cao mà cô cần để thu âm "Reflection". Sau khi thành công, mà sau này Christina đã nói lại rằng "nốt nhạc đó đã đổi đời tôi", cô đã có cơ hội để thu âm "Reflection". Để thu âm bài hát, Christina đã bay ra Los Angeles và ở đó trong một tuần. Mặc dù trong quá trình thu âm Aguilera đã hơi mệt, nhưng sau khi cô nghe rằng một dàn nhạc thập niên 1990 sẽ đến để thu bản nhạc cụ (instrumental), cô đã cầu xin để được ở lại và chứng kiến. Sau này cô đã kể lại rằng đó là một kinh nghiệm "tuyệt vời". Sau khi thành công trong việc thu âm "Reflection", hãng đĩa RCA đã rất mong rằng Christina có thể thu âm một album vào tháng 9 năm 1998 để duy trì tài năng của cô. Cả hãng thu đã đặt hy vọng vào album đó ngay lập tức và bắt đầu thực hiện những ca khúc sẽ có trong album để phát hành vào năm 1999. Ca khúc "Reflection" được sáng tác bởi Matthew Wilder cùng David Zippel. Bài hát được sáng tác trên giọng Son trưởng, với nhịp độ trung bình là 92 nhịp một phút, và giọng hát của Christina trải dài từ nốt thấp G3 tới nốt cao Eb5. Sau đó, năm 2000, một phiên bản tiếng Tây Ban Nha của ca khúc có mặt trong album Mi Reflejo của cô.

## Phát hành
"Reflection" được phát hành vào ngày 2 tháng 6 năm 1998 chỉ tại Mỹ dưới dạng airplay và không lọt được vào Billboard Hot 100 bởi quy định "chỉ đĩa đơn thương mại mới được lọt vào bảng xếp hạng" này. Sau này đến năm 1999, Billboard mới bãi bỏ quy định đó. Bài hát tuy không thành công lắm khi chỉ đạt vị trí #19 trên bảng xếp hạng Adult Contempotary Chart nhưng lại đem về cho Aguilera một đề cử Quả Cầu Vàng 1998 cho "Ca khúc đương đại hay nhất" cùng hợp đồng thu âm với hãng đĩa danh tiếng RCA. Chính nhờ sự giúp đỡ, dìu dắt đúng đắn của hãng đĩa và tài năng bản thân, Aguilera đã trở thành một ngôi sao sáng trên bầu trời âm nhạc Mỹ nói riêng và thế giới nói chung.

## Video clip
Video clip của "Reflection" được thực hiện bởi hãng Walt Disney với bối cảnh chính tại công viên Pavilion của Trung Quốc và công viên Epcot thuộc sở hữu của Disney ở tiểu bang Florida của Mỹ.
Video bắt đầu với hình ảnh một bông hoa anh đào rơi xuống một đầm nước, nơi mà Aguilera đang đứng. Aguilera xuất hiện trong video với trang phục comple đen và mái tóc vàng cắt ngang giản dị. Hầu hết các phân cảnh trong video chủ yếu diễn ra ở khuôn viên, bên đầm nước, trong gian phòng lấp lánh ánh nến và được lồng ghép với một số đoạn phim Mulan.

## Bảng xếp hạng
| Bảng xếp hạng (1998)  | Vị trí cao nhất |
| --------------------- | --------------- |
| Mỹ Adult contempotary | 19              |